# Onkyo
Die Onkyo Corporation ist ein Hersteller von Unterhaltungselektronik mit Sitz in Osaka (Japan). Im Mai 2022 meldete dieses Unternehmen Konkurs an, die Marke wird jedoch von einem Joint Venture weitergeführt.

## Geschichte
Das Unternehmen wurde 1946 von Takeshi Godai als Osaka Denki Onkyo K.K. gegründet und beschränkte sich zunächst auf die Herstellung von Tonarmen für Plattenspieler. In den folgenden Jahren erweiterten auch Stereoanlagen die Produktpalette. 1981 kam der erste Doppelkassettenspieler für Endverbraucher mit Funktionen wie Kopieren in Hochgeschwindigkeit und gleichzeitigem Mischen auf den Markt. Vier Jahre später entwickelte Onkyo den ersten CD-Spieler mit optischem Datentransfer. Onkyo bedeutet in etwa „Klangharmonie“.
Im Januar 2012 erwarb der amerikanische Musikinstrumentenhersteller Gibson Anteile an der Onkyo Corporation in Japan sowie die mehrheitlichen Anteile an Onkyo USA und wurde damit zweitgrößter Gesellschafter des Audio-Herstellers.
2014 erwarb Onkyo die Mehrheit der Home-Electronics-Sparte von Pioneer.
Am 15. Mai 2019 gab das Unternehmen Sound United LLC Interesse an der Übernahme von der Onkyo Corporation bekannt. Dies scheiterte letztendlich, wobei die Gründe bis heute nicht öffentlich genannt wurden. Man gab lediglich preis, dass eine Übernahme nicht stattfinden werde.
Am 2. Juni 2021 wurde bekannt, dass das Unternehmen VOXX International Onkyos Sparte für heimische audiovisuelle Anlagen übernehmen wird. Die Übernahme erfolgte durch ein Joint Venture der Premium Audio Company LLC (ein 2020 gegründetes Tochterunternehmen von VOXX International) mit dem zum taiwanischen Auftragsfertiger Foxconn gehörenden Unternehmen Sharp Corporation.

## Aktuelle Entwicklung
Onkyo ist heutzutage neben Denon, Pioneer, Panasonic, Samsung, Sony und Yamaha einer der größten Hersteller von Unterhaltungs- sowie Audio-Elektronik. Maßgeblich tragen zu dieser Marktposition Stereo- und Mehrkanal-Verstärker, AV-Receiver und DVD-Spieler bei. Auf diesem Gebiet führte Onkyo neuartige Technologien wie WRAT (Wide Range Amplifier Technology) ein und etablierte Standards wie die Ethernet-Schnittstelle in seinen AV- als auch Stereo-Receivern und -Verstärkern, beispielsweise zum Zugriff auf Internetradio-Kanäle oder DLNA-Server. Onkyo bietet für letzteres eine Android-App an, mit der Audiodateien auf dem Smartphone via WLAN/Ethernet vom Verstärker decodiert und ausgegeben werden können.
Die früheren High-End-Modelle von Onkyo trugen die Bezeichnung „Integra“ und vor allem die THX-zertifizierten Receiver waren richtungsweisend. Mittlerweile sind Integra und Integra Research eigenständige Marken von Integra Home Theater, einer Unterabteilung der Onkyo Corporation.
Durch die Insolvenzanmeldung im November 2020 war Onkyo wirtschaftlich nicht in der Lage, weiterhin Produkte herzustellen, und zog sich 2020 aus dem Markt zurück. Schließlich wurden auf der Technikmesse CES 2021 erneut AV-Receiver gezeigt, die im Juni 2021 auf den Markt kamen.
Am 13. Mai 2022 meldete Onkyo Home Entertainment vor dem Bezirksgericht Osaka Konkurs an. Die Zukunft des Unternehmens ist zu diesem Zeitpunkt ungewiss. Allerdings betrifft das nicht das Geschäft mit Heimelektronik der Marken Onkyo und Integra, die im Joint Venture weitergeführt werden. So wurde für das Jahr 2023 der neue High-End-AV-Receiver TX-RZ70 angekündigt.

## Produkte

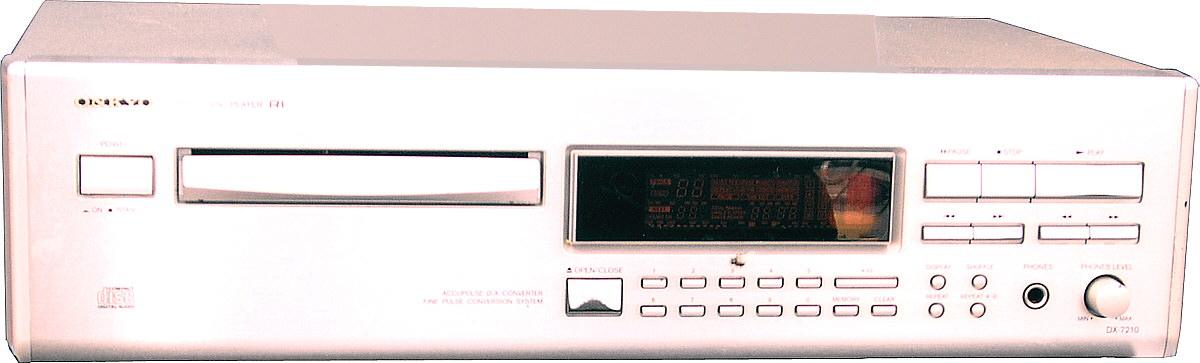
CD-Spieler Onkyo DX7210
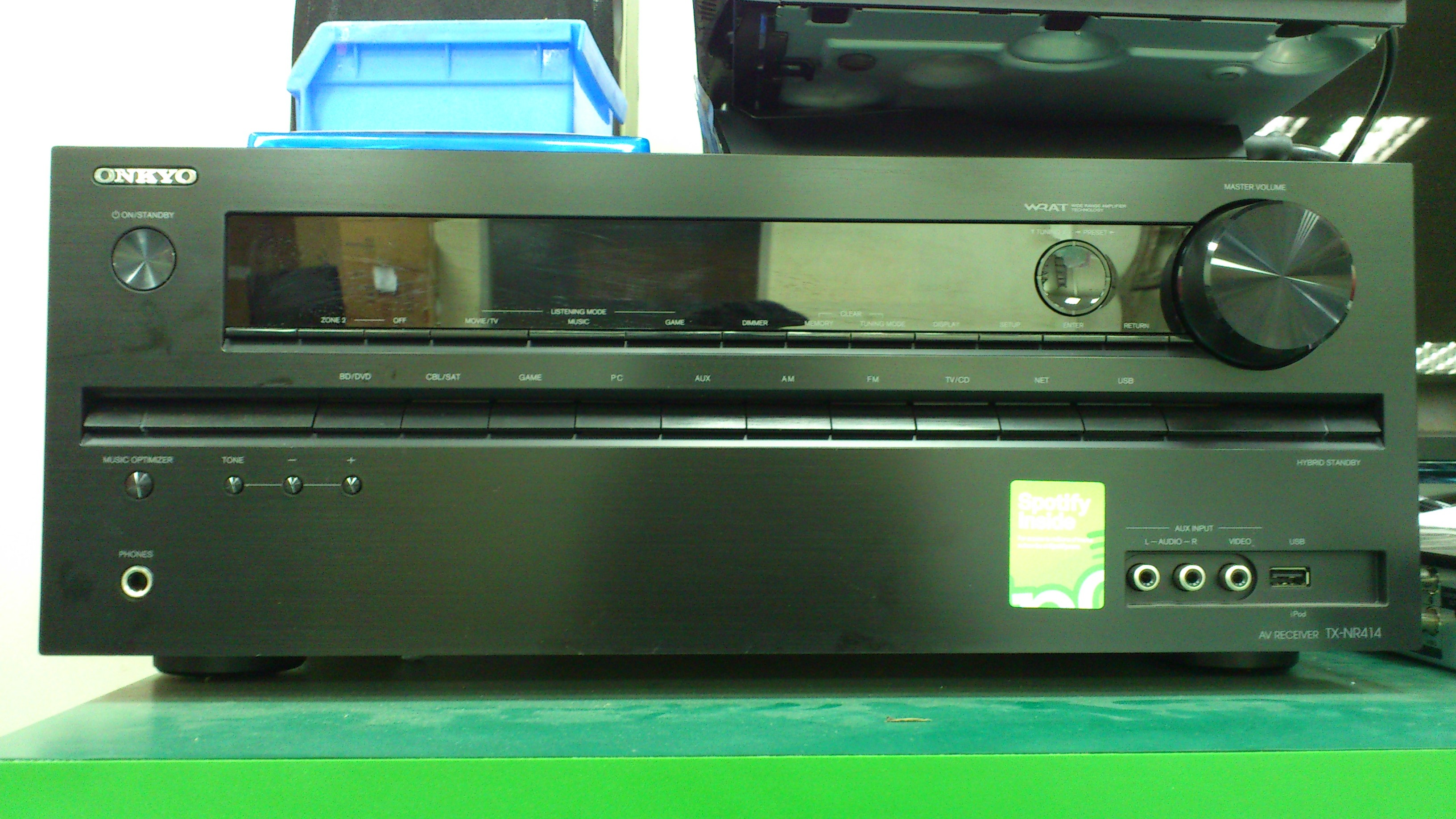
AV-Receiver Onkyo TX-NR414
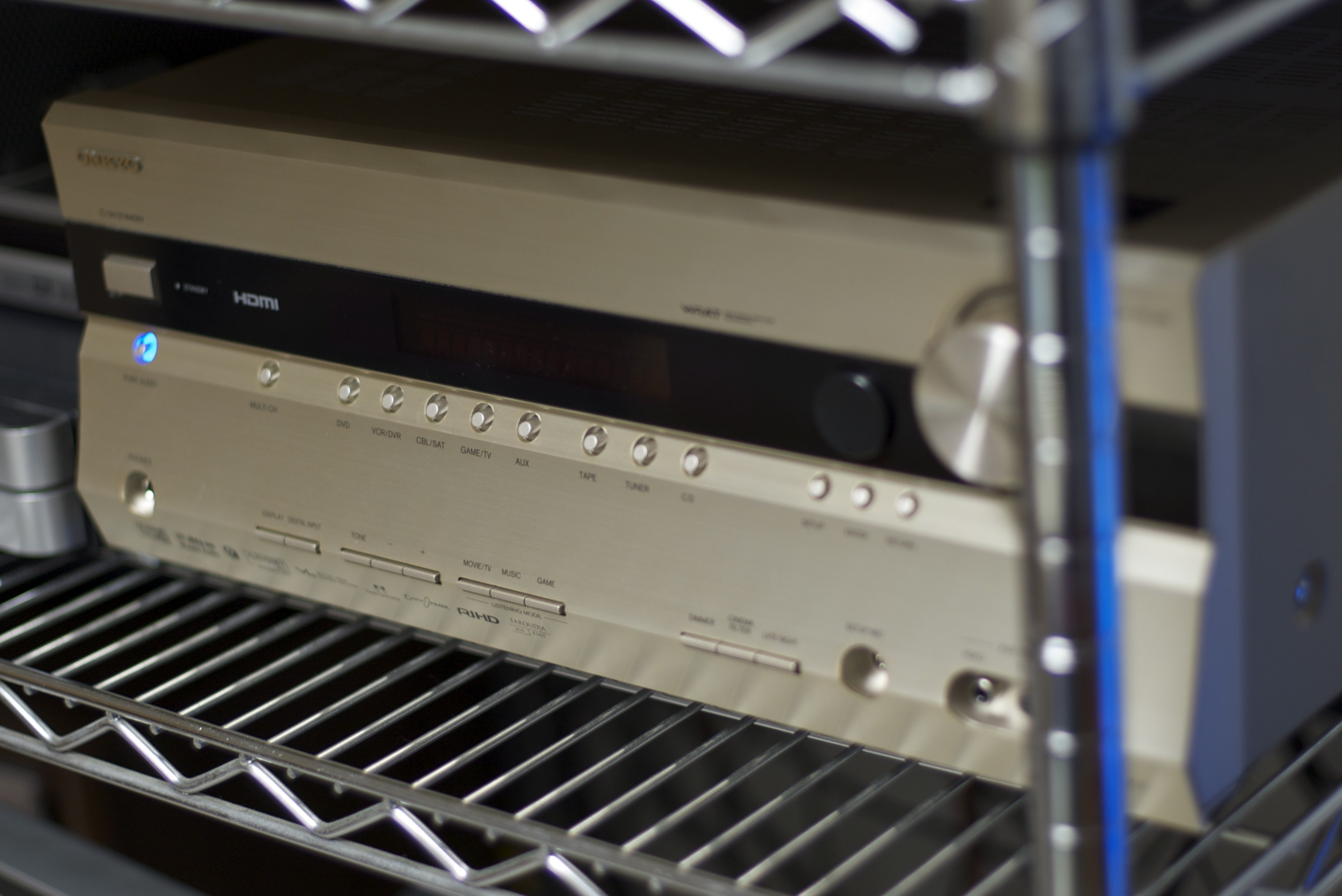
AV-Verstärker Onkyo TX-SA606X
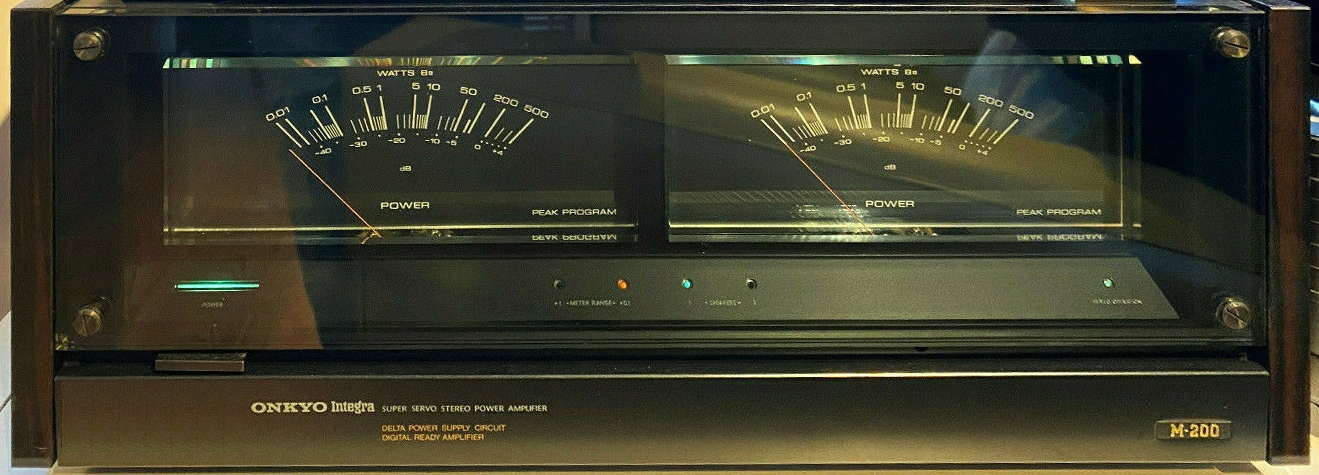
Endstufe Onkyo M-200
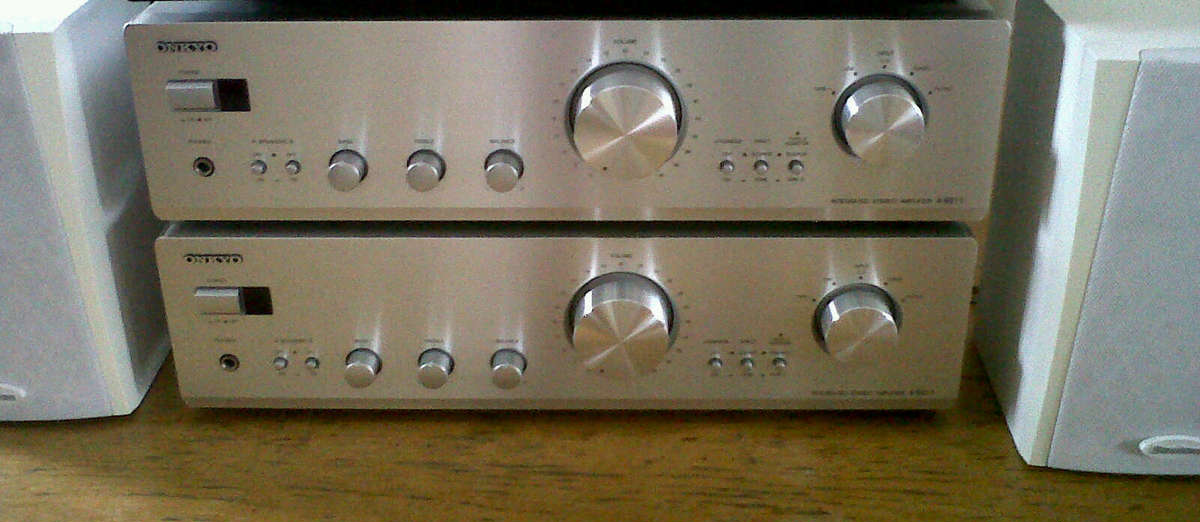
Stereo-Vollverstärker Onkyo Integra A-9211
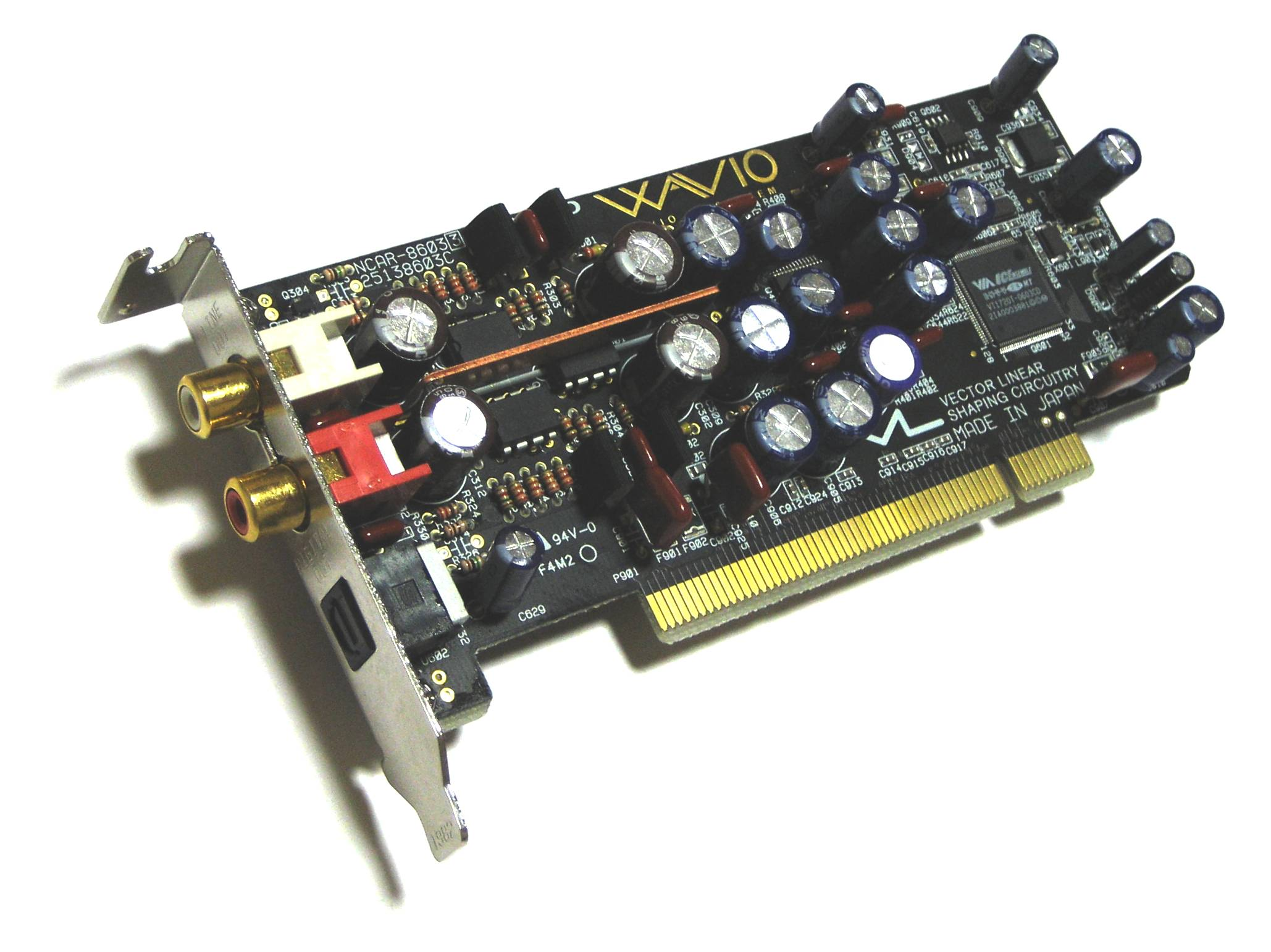
Low-Profile-PCI-Soundkarte Onkyo Wavio SE-90